# 科塔尼亞內山 (帕奇亞-埃斯蒂克)
17°35′44″S 69°58′21″W / 17.59556°S 69.97250°W
科塔尼亞內山（Qutañani），是秘魯的山峰，位於該國南部塔克納大區，由帕奇亞區和埃斯蒂克區負責管轄，屬於安地斯山脈的一部分，海拔高度4,200米。